# Hermann Müller
Hermann Müller  (Mannheim, 18 maggio 1876 – Berlino, 20 marzo 1931) è stato un politico tedesco. Nel corso della sua carriera politica militò per il Partito Socialdemocratico di Germania.
Ricoprì l'incarico di Ministro degli Affari Esteri della Repubblica di Weimar dal 21 giugno 1919 al 26 marzo 1920. Successivamente ricoprì per due volte l'incarico di Cancelliere della Repubblica di Weimar, dal 27 marzo all'8 giugno 1920 e dal 28 giugno 1928 al 27 marzo 1930.

## Primi anni di vita
Hermann Müller nacque il 18 maggio 1876 a Mannheim. Il padre era Georg Jakob Müller (nato nel 1843), un produttore di spumante e vino originario di Güdingen, una località nei pressi di Saarbrücken. La madre, Karoline Vogt (1849-1931), era invece originaria di Francoforte sul Meno.
Hermann Müller studiò al Realgymnasium di Mannheim, dopo che suo padre nel 1888 si trasferì a Niederlößnitz, nei pressi di Dresda. Dopo la morte del padre nel 1892, Müller dovette lasciare la scuola a causa di difficoltà economiche e iniziò a Francoforte un periodo di apprendistato (kaufmännische Lehre). Lavorò a Francoforte e a Breslavia e, nel 1893, aderì al Partito socialdemocratico tedesco (SPD).
Hermann Müller, socialdemocratico ma fortemente influenzato da suo padre, a sua volta sostenitore delle idee di Ludwig Feuerbach, fu l'unico Cancelliere tedesco a non professare un proprio credo religioso.

## Carriera politica

### Prima della rivoluzione del 1918
Dal 1899 al 1906 lavorò come redattore per il giornale socialista Görlitzer Volkswacht. Dal 1903 al 1906 fu consigliere comunale (Stadtverordneter) e funzionario del partito ( Unterbezirksvorsitzender).
Venne nominato da August Bebel per il Consiglio di amministrazione del SPD nazionale nel 1905, ma senza successo, e nuovamente e con successo nel 1906. A quel tempo, Müller mutò la propria visione politica, da socialdemocratico di sinistra a "centrista", ponendosi in contrapposizione sia con i "revisionisti" sia con la sinistra radicale di Rosa Luxemburg. Nel 1909, assieme a Friedrich Ebert, Müller riuscì a creare un comitato di partito (Parteiausschuss) dedito alla risoluzione dei problemi interni al partito stesso nei periodi dei convegni. Noto per la sua calma, operosità, integrità e razionalità, Müller mancava di carisma. Nello stesso 1909 provò a impedire l'elezione di Otto Braun al consiglio di partito, ma senza riuscirvi, ponendo le basi per una accesa rivalità che sarebbe durata diverso tempo.
Grazie alla conoscenza delle lingue straniere, Müller venne nominato rappresentante della SPD sia alla Seconda Internazionale, sia al congresso dei partiti socialisti in altri paesi dell'Europa occidentale. Alla fine di luglio del 1914 venne inviato a Parigi per negoziare con i socialisti francesi una posizione comune nei confronti delle proposte di prestito di guerra dei rispettivi paesi. Tuttavia, non si giunse ad un accordo e prima che Müller fosse in grado di riferire quanto fosse successo, la SPD aveva già deciso di sostenere i primi prestiti di guerra al Reichstag.
Durante la Prima guerra mondiale, Müller sostenne la Burgfrieden. Venne scelto dalla leadership del Partito Socialdemocratico per mediare con l'ala sinistra del partito, e come censore interno del giornale del partito, il Vorwärts, per evitare la totale censura del giornale da parte delle autorità militari.
Müller era vicino alla cerchia di Eduard David, e sostenne sia il Trattato di Brest-Litovsk con la Russia, sia l'ingresso del Partito Socialdemocratico nel governo di Max von Baden nell'ottobre del 1918.
Eletto per la prima volta nel 1916 tramite elezioni suppletive, Hermann Müller fu membro del Reichstag fino al 1918.

### Dal 1918 al 1920
Nel corso della Rivoluzione di novembre del 1918-1919, Hermann Müller fu membro del Consiglio esecutivo dei Lavoratori e dei Soldati (Vollzugsrat der Arbeiter- und Soldatenräte) della Grande Berlino in rappresentanza della leadership dell'SPD, esprimendosi in favore di elezioni per l'Assemblea nazionale di Weimar. In seguito, pubblicò un libro sulla sua esperienza durante la rivoluzione.
Nel gennaio del 1919, Müller venne eletto all'Assemblea nazionale di Weimar.
Il mese seguente, il socialdemocratico Friedrich Ebert divenne Presidente della Germania, nominando Philipp Scheidemann come Ministro presidente (o Capo di governo). Ebert e Scheidemann al tempo erano Presidenti congiunti dell'SPD, di conseguenza fu necessario trovare dei sostituti. Hermann Müller e Otto Wels vennero eletti con, rispettivamente, 373 e 291 voti su 376. Wels si concentrò sulla leadership interna e l'organizzazione, mentre Müller si occupò di compiti di rappresentanza del partito. Nel 1919 e dal 1920 al 1928, Müller fu anche capo del gruppo parlamentare (Fraktionsvorsitzender) all'Assemblea nazionale e poi del Reichstag. Successivamente venne nominato Presidente della Commissione del Reichstag per gli affari esteri. Dopo il 1920, si presentò come candidato per il Reichstag per la Franconia cambiando il suo nome in Müller-Franken, così da distinguersi dagli altri membri chiamati Müller.
Dopo le dimissioni di Scheidemann nel giugno 1919, a Müller venne proposto di succedergli come Capo del governo. Durante il governo presieduto dal Ministro presidente (e poi Cancelliere) Gustav Bauer, il 21 giugno 1919 Müller venne nominato Ministro degli Esteri (Reichsaußenminister). In questa veste, il 29 giugno 1919 si recò a Versailles e con il Ministro coloniale Johannes Bell firmò il Trattato di Versailles per conto della Germania.
Dopo le dimissioni del governo Bauer, e in seguito al Putsch di Kapp (o anche detto putsch di Kapp-Lüttwitz) del marzo 1920, Hermann Müller accettò l'offerta di Ebert di diventare Cancelliere formando il primo governo Müller. Sotto la sua guida, il governo soppresse le rivolte di sinistra, come quelle nella regione della Ruhr da parte della Armata Rossa Ruhr. Esortò, su richiesta degli Alleati, il disarmo delle Einwohnerwehren, vere e proprie organizzazioni paramilitari della Guardia Civile. La neo-nata seconda Commissione sulla socializzazione (Sozialisierungskommission) ammise alcuni membri del Partito Socialdemocratico Indipendente di Germania poiché Müller ritenne che solo in tal modo la classe operaia sarebbe stata incline ad accettare le decisioni della commissione.
In materia di politica sociale, il periodo di Müller come Cancelliere vide l'approvazione di un diverse riforme sociali di stampo progressista. Nel maggio 1920 venne creato un sistema generale per l'invalidità di guerra, mentre la Legge sull'assunzione dei disabili dell'aprile 1920 prevedeva che tutti i datori di lavoro pubblici e privati con più di 20 dipendenti fossero obbligati ad assumere cittadini tedeschi disabili per incidenti o a causa della guerra, e con almeno una riduzione del 50% nella loro capacità di lavorare. La Legge sulla scolastica di base del 28 aprile 1920 introdusse un percorso comune di quattro anni nelle scuole elementari per tutti i bambini tedeschi. Furono riscontrati notevoli miglioramenti per le condizioni di vita e i sussidi ai disoccupati, con il massimo dei sussidi riconosciuto agli uomini single di età superiore ai 21 anni, che ottennero nel maggio 1920 un aumento del sussidio di disoccupazione da 5 e 8 marchi. Contemporaneamente, sempre nel maggio 1920, vennero aumentate le tariffe massime stabilite nell'aprile 1919.
Il 29 marzo 1920, il Reichstag approvò una legge sull'imposta sul reddito assieme a un'altra legge sulle imposte sulle società e una tassa patrimoniale. La Legge sulla riforma salariale, approvata nell'aprile 1920, aumentò notevolmente la retribuzione dei dipendenti pubblici. Nel maggio 1920, venne istituito l'Ufficio del Reich per il Lavoro come la prima istituzione federale del Reich avente il compito di "allocare il lavoro, gestire l'assicurazione contro la disoccupazione e in generale gestire tutte le problematiche relative al lavoro". Il Codice del Reich delle assicurazioni del maggio 1920 stabilì che ai feriti e ai superstiti di guerra feriti fosse fornito un trattamento terapeutico e un'assistenza sociale specifica avente l'obbiettivo di reintegrare le persone disabili nel mondo del lavoro. La Legge sul benessere degli invalidi, approvata nello stesso mese di maggio 1920, introdusse l'obbligo per il sistema di assistenza pubblica di aiutare i disabili di età inferiore ai 18 anni a ottenere una propria capacità lavorativa. La Legge sulle fattorie del Reich, approvata nel maggio 1920, cercò di promuovere la vita di campagna come strumento di aiuto economico ai gruppi sociali più vulnerabili. L'Ordine del Reich di tutela degli inquilini del 9 giugno 1920 cercò di controllare gli sfratti e lo "smodato aumento dei canoni di locazione", autorizzando i Länder a istituire uffici di locazione, composti da inquilini e da rappresentanti dei locatari, con un giudice come presidente incaricato di risolvere le controversie in materia di affitti. Come notato da Frieda Wunderlich, questi uffici avevano il compito "di supervisionare la definizione di canoni di locazione per tutte le aziende agricole". Durante l'ultimo anno in carica di Müller vennero introdotti diversi Ordini del Reich che confermarono e definirono le misure di tutela prese in relazione all'impiego delle donne in certe professioni di natura particolarmente pericolosa o estenuante, che includevano i lavori nelle vetrerie, laminatoi e fonderie di ferro (tramite gli Ordini del 26 marzo 1930).
Müller fu cancelliere solo fino a giugno 1920, quando l'esito delle elezioni parlamentari del Reichstag portò alla formazione di un nuovo governo guidato da Constantin Fehrenbach del Zentrum (o Partito di Centro Tedesco). La SPD subì una sconfitta alle urne, dimezzando il numero di preferenze ottenute rispetto alle elezioni del gennaio 1919. Scoraggiato, Müller negoziò senza troppa convinzione con la USPD la possibilità di formare una coalizione. Tuttavia, Müller ricevette un diniego, in quanto la USPD non era intenzionata ad entrare a far parte di alcuna coalizione che comprendesse partiti non socialisti e in cui l'USPD non fosse il partito di maggioranza. Sul lato opposto dell'arco parlamentare, Müller si rifiutò di dialogare con il Partito Popolare Tedesco (DVP) di Gustav Stresemann, considerandolo un semplice portavoce degli interessi corporativi e dubitando della fedeltà alla Costituzione repubblicana.

### Dal 1920 al 1928
L'SPD si ritrovò quindi all'opposizione per quanto riguardava la politica interna del nuovo governo, pur sostenendone la politica estera, in particolare per quanto riguardava le riparazioni di guerra agli Alleati all'indomani della Prima guerra mondiale. Hermann Müller fu uno dei primi sostenitori dell'ingresso della Germania nella Società delle Nazioni e del riavvicinamento all'Occidente. Critico del sistema di governo autoritario dell'Unione Sovietica, dei suoi obiettivi rivoluzionari e del sostegno sovietico alla sinistra radicale in Germania, Müller si oppose tuttavia all'embargo dell'Unione Sovietica imposto da parte degli alleati occidentali.
Inizialmente, Müller favorì le relazioni diplomatiche con l'Unione Sovietica, ma solo nella misura in cui queste avrebbero potuto aiutare a prevenire un'annessione della regione della Slesia nel nuovo stato polacco. Sebbene considerasse il Trattato di Rapallo del 1922 come un vero e proprio trattato di pace, era disposto ad ammetterne il senso esclusivamente all'interno di un contesto di una politica diplomatica di successo nei confronti delle potenze occidentali, e non come alternativa. Müller mise in guardia dal riporre troppe speranze nei potenziali benefici economici derivanti dal Trattato di Rapallo, sostenendo che solo gli Stati Uniti sarebbero stati in grado di fornire un aiuto efficace per la ricostruzione economica dell'Europa del primo dopoguerra.
Durante il periodo in carica dei governi guidati da Joseph Wirth nel 1921-1922 e in cui la SPD partecipò, Müller chiese, in qualità di leader parlamentare della SPD, che il consolidamento di bilancio comportasse innanzitutto una maggior tassazione sulla ricchezza, piuttosto che sul consumo. Ciò portò a scontri con i partiti "borghesi". Allo stesso modo, la riunificazione tra l'SPD e l'USPD provocò un spostamento verso sinistra del partito. A causa di divergenze tra SPD e Partito Popolare Tedesco (DVP) su alcune questioni economiche, come la giornata lavorativa di otto ore introdotta alla fine del 1918 (ma osteggiata dalla DVP), la coalizione collassò nel novembre 1922.
Riconoscendo lo stato di emergenza nazionale dal momento che i francesi occuparono la Ruhr e l'inflazione era fuori controllo nel 1923, Hermann Müller si mostrò pronto a entrare in una "grande coalizione" guidata da Gustav Stresemann tra agosto e novembre 1923. Tuttavia, le differenze di vedute circa le politiche economiche e sociali incrinarono le relazioni tra la SPD e i partiti della coalizione. Müller supportò le misure di emergenza adottate dopo l'ottobre 1923, ma le modalità con cui il governo del Reich trattò i governi provinciali socialisti della Turingia e Sassonia da una parte, e il regime di destra in Baviera, costrinse la SPD a lasciare la coalizione nel novembre 1923.
Al congresso del partito nel 1924, Müller osservò che la posizione della SPD verso le coalizioni era condizionata meno dai principi che dalla tattica. L'obiettivo era di fornire una maggioranza al Reichstag sulla politica estera che i socialdemocratici ritenessero giusta. Sebbene si trovasse all'opposizione, la SPD sostenne una politica di riconciliazione con le potenze occidentali (come esemplificato dai Trattati di Locarno e l'ingresso alla Lega delle Nazioni). Alla fine del 1926 la formazione di un'altra "grande coalizione" fallì a causa di intrighi all'interno del Ministero dell'Interno, dal Ministero della Difesa e dal braccio destro del DVP.

### Dopo il 1928
Nel 1928 il primo ministro della Prussia Otto Braun espresse il proprio disinteresse per la carica di cancelliere. Quando la SPD vinse le elezioni nel maggio 1928, i socialdemocratici scelsero Müller come cancelliere. Tuttavia, gli altri partiti si dimostrarono riluttanti ai compromessi, per cui fu reso necessario, il 28 giugno 1928, un intervento personale da parte di Stresemann al fine di formare un governo. Nella primavera del 1929, la Coalizione (Socialdemocratici, Zentrum, DDP e DVP) riuscì a stabilire un accordo scritto sulle politiche del governo. In particolare, le differenze di politica interna tra SPD e DVP dominarono il lavoro del governo. La sua formazione ed esistenza era dovuta principalmente alla stima personale reciproca tra Müller e il ministro degli Esteri Stresemann. I rapporti tra le parti erano difficili a causa di diversi motivi, per esempio sulla costruzione della Panzerkreuzer A, una nave da guerra, per la quale l'SPD costrinse i suoi ministri a votare contro l'assegnazione dei fondi per il progetto nel Reichstag, pur avendolo approvato nel corso delle riunioni di gabinetto. Inoltre, il Ruhreisenstreit (in italiano "Disputa sulle Macerie") era un altro motivo di discordia, in quanto il DVP si rifiutò di fornire un sostegno finanziario anche a quelli che solo indirettamente furono colpiti dallo sciopero. Il finanziamento del bilancio 1929 e le passività esterne del Reich erano un problema enorme, per cui un accordo fu possibile solo contando su un negoziato che avesse potuto stabilire condizioni più favorevoli con gli Alleati. Nell'estate 1928 Müller stesso fu il capo della delegazione della Lega delle Nazioni, dove, nonostante un'accesa discussione con il ministro degli esteri francese Aristide Briand, il tedesco gettò le basi per le concessioni da parte degli Alleati. Dal gennaio 1930, il governo riuscì a negoziare una riduzione del pagamento delle riparazioni (il Piano Young firmato nell'agosto 1929) e la promessa da parte degli alleati di rimuovere completamente le forze di occupazione della Renania entro il 1930.
Nel frattempo, il governo Müller dovette risolvere diversi problemi diplomatici con la Polonia, sul commercio e sulle minoranze etniche. Le tensioni tra le relazioni tedesco-sovietiche avevano raggiunto il culmine:  il governo sovietico incolpò il governo tedesco di aver aizzato, nel maggio 1929, la violenza tra i manifestanti comunisti e la polizia di Berlino. A quel punto, i partiti borghesi cercarono di porre fine alla coalizione con la SPD. Vi furono diversi tentativi di fermare il Piano Young tramite un referendum e la nascita di una fronda nel governo in disaccordo sulla questione dell'assicurazione contro la disoccupazione. Müller stesso non fu più in grado di partecipare nell'arena politica per diversi mesi a causa di una malattia potenzialmente letale.
Nell'autunno 1929, sebbene Müller fosse in grado di riprendere le sue funzioni, era fisicamente indebolito e incapace di controllare le dinamiche politiche allora incipienti. La Coalizione infine terminò a causa di un disaccordo su questioni di bilancio. Dopo l'inizio della Grande depressione, l'assicurazione contro la disoccupazione richiese un'iniezione di denaro dei contribuenti da parte del Reich, ma le parti non riuscirono a stabilire le modalità per raccogliere i fondi. Müller era disposto ad accettare un'offerta di compromesso da parte di Heinrich Brüning, del Zentrum, ma l'accordo venne annullato dal gruppo parlamentare SPD che si rifiutò di fare ulteriori concessioni. Su suggerimento dei suoi consiglieri, il presidente Paul von Hindenburg rifiutò di fornire al governo di Müller i poteri di emergenza di cui all'articolo 48, costringendolo a dimettersi il 27 marzo 1930.
Tuttavia, vennero attuate nell'ultimo governo di Müller diverse riforme progressiste. Nel 1928, fu istituito a livello nazionale il controllo del livello di disoccupazione, mentre, nel 1929, le ostetriche e i musicisti vennero obbligatoriamente assicurati nell'ambito di un regime pensionistico, come lavoratori non manuali. Nel febbraio 1929, la copertura contro gli infortuni fu estesa fino a includere 22 malattie indotte professionalmente. Nello stesso anno, fu introdotta una pensione speciale per i disoccupati che avevano superato i 60 anni.

## Governo Müller (1928-1930)

### Componenti
- Hermann Müller (SPD) - Cancelliere
- Dr. Gustav Stresemann (DVP) - Ministro degli affari esteri
- Carl Severing (SPD) - Ministro dell'interno
- Dr. Erich Koch-Weser (DDP) - Ministro della giustizia (fino all'aprile 1929)
- Dr. Rudolf Hilferding (SPD) - Ministro delle finanze
- Dr. Paul Moldenhauer (DVP) - Ministro dell'economia (da novembre a dicembre del 1929) e Ministro delle finanze (dal novembre 1929)
- Dr. Julius Curtius (DVP) - Ministro dell'economia
- Dr. Hermann Dietrich (DDP) - Ministro dell'alimentazione
- Rudolf Wissel (SPD) - Ministro del lavoro
- Wilhelm Groener - Ministro della difesa
- Theodor von Guérard (Zentrum) - Ministro dei trasporti e dei territori occupati (fino al febbraio 1929) e Ministro della giustizia (dall'aprile 1929)
- Adam Stegerwald (Zentrum) - Ministro dei trasporti (dall'aprile 1929)
- Dr. Georg Schätzel (BVP) - Ministro delle poste

### Rimpasti e cambiamenti
6 febbraio 1929
- Schätzel (BVP) prese il posto von Guérard (Zentrum) come Ministro dei trasporti, mantenendo anche la carica di Ministro delle poste;
- Severing (SPD) prese il posto di von Guérard (Zentrum) come Ministro dei territori occupati, mantenendo la carica di Ministro dell'interno.

13 aprile 1929
- Von Guérard (Zentrum) succedette a Koch-Weser (DDP) per la carica di Ministro della giustizia;
- Adam Stegerwald (Zentrum) prese il posto di Schätzel (BVP) come Ministro dei trasporti, il quale mantenne però la carica di Ministro delle poste;
- Joseph Wirth (Zentrum) succedette a Severing (SPD) come Ministro dei territori occupati, il quale mantenne però la carica di Ministro dell'interno.

3 ottobre 1929
- Stresemann (DVP) muore, e Curtius (DVP) gli succedette come Ministro degli affari esteri.

11 novembre 1929
- Dr. Paul Moldenhauer (DVP) succedette a Curtius (DVP) come Ministro dell'Economia, il quale mantenne però la carica di Ministro degli affari esteri.

21 dicembre 1929
- Hilferding (SPD) si dimette dalla carica di Ministro delle finanze.

23 dicembre 1929
- Moldenhauer (DVP) lascia l'incarico di Ministro dell'economia e assume l'incarico di Ministro delle finanze;
- Robert Schmidt (SPD) assume l'incarico di Ministro delle finanze lasciato da Moldenhauer (DVP)

## Morte
Dopo le dimissioni da Cancelliere, consegnate il 27 marzo 1930, Hermann Müller si ritirò dalla vita pubblica. Dopo le elezioni parlamentari del settembre 1930, che videro l'enorme guadagno di preferenze elettori per Partito Nazionalsocialista Tedesco dei Lavoratori (NSDAP) di Adolf Hitler, Müller esortò il Partito Socialdemocratico (SPD) a sostenere il governo Brüning anche senza far parte della coalizione. Hermann Müller morì a Berlino il 20 marzo 1931 a seguito di un'operazione alla cistifellea. La sua morte fu un duro colpo per i socialdemocratici. Venne sepolto al Zentralfriedhof Friedrichsfelde.

## Vita privata
Nel 1902 Hermann Müller sposò Frieda Tockus, dalla quale ebbe una figlia, Annemarie, nel 1905. Tuttavia, Tockus morì alcune settimane più tardi, a causa di complicazioni in seguito alla gravidanza.
Müller si risposò nel 1909 con Gottliebe Jaeger, e l'anno successivo nacque la seconda figlia, Erika.